# Баламуратов, Кайпкали
Кайпкали́ Баламура́тов, другой вариант имени — Кайыпкали (каз. Қайыпқали Баламұратов; род. 1881 год — дата и место смерти не известны) — колхозник, старший чабан колхоза «Жана-Жол» Урдинского района Западно-Казахстанской области, Казахская ССР. Герой Социалистического Труда (1948).
С 1930 года трудился чабаном, старшим чабаном в колхозе «Жана-Жол» Урдинского района. В 1947 году в сложных зимних условиях сохранил поголовье колхозной отары и получил самые высокие по району показатели по приплоду. В 1948 году удостоен звания Героя Социалистического Труда «за получение высокой продуктивности животноводства в 1947 году при выполнении колхозом обязательных поставок сельскохозяйственных продуктов и плана развития животноводства».
Награды
- Герой Социалистического Труда — указом Президиума Верховного Совета СССР от 23 июля 1948 года
- Орден Ленина